# The Twins' Double
The Twins' Double è un cortometraggio muto del 1914 diretto da Grace Cunard e Francis Ford. È il primo episodio di una serie dal titolo My Lady Raffles

## Produzione
Il film fu prodotto dall'Universal Gold Seal (Universal Film Manufacturing Company).

## Distribuzione
Distribuito dall'Universal Film Manufacturing Company, il film - un cortometraggio in tre bobine - uscì nelle sale cinematografiche USA il 10 marzo 1914.

### Episodi
1. The Twins' Double - 10 marzo 1914
2. The Return of the Twins' Double - 5 settembre 1914
3. The Mysterious Leopard Lady - 24 marzo 1914
4. The Mystery of the White Car - 7 aprile 1914
5. The Mysterious Hand - 24 ottobre 1914
6. La rosa misteriosa (The Mysterious Rose) - 24 novembre 1914
7. The Mystery of the Throne Room - 5 gennaio 1915
8. Lady Raffles Returns - 28 marzo 1916